# Siorak Brook
Der Siorak Brook (frühere Bezeichnung: Siugak Brook) ist ein etwa 83 km langer Zufluss der Labradorsee im Norden von Labrador in der kanadischen Provinz Neufundland und Labrador.

## Flusslauf
Der Siorak Brook hat seinen Ursprung in einem 300 m hoch gelegenen namenlosen See. Er fließt anfangs etwa 10 km nach Westen sowie weitere 15 km in Richtung Südwest. Er nimmt zwei von Westen kommende größere Nebenflüsse auf und wendet sich auf den unteren 60 Kilometern in Richtung Ostsüdost. Schließlich erreicht der Fluss ein kleines Ästuar am Nordufer der Okak Bay gegenüber den Okak Islands. Das Einzugsgebiet des Siorak Brook umfasst 1072 km². Dieses besteht aus einer niedrigen Hügellandschaft mit subarktischer Tundra.

## Fischfauna
Bei Flusskilometer 8,1 befindet sich ein 2,1 m hoher Wasserfall, der als ein teilweises Hindernis für die Fischwanderung im Siorak Brook angesehen wird. Bei Flusskilometer 46,7 befindet sich ein 4,6 m hoher vertikaler Wasserfall, der das oberstrom gelegene Flusssystem
für Wanderfische unzugänglich macht. Im Unterlauf des Siorak Brook kommen Wandersaiblinge vor, die dort überwintern.